# سيفدالوكسيم
سيفدالوكسيم Cefdaloxime هو دواء ذو اسم دولي غير مسجل الملكية. هو مضاد حيوي من زمرة السيفالوسبورينات الجيل الثالث.

## خواص الجيل الثالث من السيفالوسبورينات
هذه المجموعة من المضادات الحيوية تعرف بسيفالوسبورينات الجيل الثالث. نجد أن سيفالوسبورينات الجيل الثالث تُستخدم لعلاج العديد من الأمراض الخطيرة المتنوعة التي تسببها كائنات دقيقة مقاومة لمعظم المضادات الحيوية وخواصها:-
- أوسع طيفاً مما سبق.
- فعالة جداً ضد العصيات سلبية الغرام.
- مقاومة جداً للبيتالاكتاماز.
- تنفذ من الحاجز الدماغي الدموي BBB، وتحقق تركيزً عالياً في السال الدماغي الشوكي CSF، فتيتخدم في علاج سال مخي شوكي البكتيري بسلبيات الغرام.
- تعطى عادةً حقناً عضلياً.

## الخواص

### الاسم العلمي
(+)-(6R,7R)-7-(2-(2-Amino-4-thiazolyl)glyoxylamido)-3-(methoxymethyl)-8-oxo-5-thia-1-azabicyclo(4.2.0)oct-2-ene-2-carboxylic acid 7(2)-(Z)-oxime; (6R,7R)-7-(((2E)-2-(2-Amino-1,3-thiazol-4-yl)-2-hydroxyimino-acetyl)amino)-3-(methoxymethyl)-8-oxo-5-thia-1-azabicyclo(4.2.0)oct-2-ene-2-carboxylic acid;

### الصيغة الكيميائية
C14H15N5O6S2

### الوزن الجزيئي
413.42 g/mol